# 390

## Догађаји
- Април – Масакр у Солуну: Негодовање међу грађанима Солуна прераста у насиље након хапшења популарног кочијаша. Бутерика, војни командант Илирика, је убијен. Цар Теодосије I наређује освету, упркос молбама за милост Амвросија, миланског епископа; више од 7.000 становника је масакрирано од стране римске војске.
- Амвросије се повлачи у Милано (резиденција Теодосија I) и одбија да служи у царевом присуству, док се не покаје што је наредио масакр у Солуну. Теодосије, испуњен кајањем, клечи у понизности и скида свој краљевски пурпур пред олтаром цркве у Милану, понижавајући се пред црквом.
- Визиготи и Хуни, предвођени Аларикхом, нападају Тракију. Стилихон, високи генерал (magister militum) вандалског порекла, подиже војску и започиње кампању против Готи.
- Теодосије I доноси обелиск из Египта на хиподром у Цариграду.
- Индијски принц Рудрасена II од Вакатаке наслеђује свог оца, Притивисену I. Исте године жени се Прабхаватигуптом, ћерком гупта краља Чандрагупте II.
- Бахусова свештеница: Касноантички диптих из слоноваче; документује везу сенатора Квинта Аурелија Симаха и Вирија Никомаха Флавијана.  На десној страни је натпис „Симахорум“, са раскошно одевеном свештеницом која приноси жртву на олтару. Сада се чува у музеју Викторије и Алберта у Лондону.
- Јероним Стридонски, након што је завршио латински превод Новог завета, почиње да преводи Стари завет.
- Камасутру ревидира Ватсјајана.